# Lyogyrus pupoideus
Lyogyrus pupoideus är en snäckart som först beskrevs av Gould 1841.  Lyogyrus pupoideus ingår i släktet Lyogyrus och familjen tusensnäckor. Inga underarter finns listade i Catalogue of Life.